# تونی ریباس
تونی ریباس (انگلیسی: Toni Ribas؛ زاده ۱۳ ژوئن ۱۹۷۵) یک بازیگر پورنوگرافی اهل اسپانیا است.